# Koaxialstecker

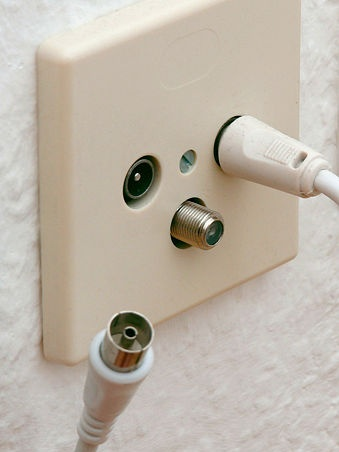
Multimedia- oder Satellitensteckdose, oben links und rechts: Belling-Lee-Buchsen für Radio und Fernsehen, unten in der Mitte: F-Buchse für Daten oder Satellit.
Vordergrund: weiblicher Belling-Lee-Steckverbinder (Kupplung)

Koaxiale Steckverbinder dienen der lösbaren Verbindung von Koaxialkabeln.
Sie sind wie diese koaxial ausgeführt, um so die Vorteile der Koaxialkabel zu erhalten: geringe elektromagnetische Beeinflussung und Abstrahlung sowie gute elektrische Abschirmung.

## Kenngrößen

Querschnitt einer Koaxialleitung (relevante Geometrie)
d … Außendurchmesser des Innenleiters (schwarz) = Innendurchmesser des Dielektrikums (weiß)
D … Außendurchmesser des Dielektrikums (der außen anliegende Außenleiter ist nicht dargestellt)

Die Wellenlänge eines Signals im Kabel ist umso kleiner, je höher die Frequenz des Signals ist. Wenn die Wellenlänge in der Größenordnung der Kabellänge oder kleiner ist, können Reflexionen die Übertragung stören. Reflexionen treten immer dort auf, wo sich die Impedanz der Übertragungsstrecke ändert. Für eine gute Übertragung von hohen Frequenzen sollte daher die Impedanz über die gesamte Strecke den gleichen Wert haben. Steckverbinder sollten daher die gleiche Impedanz wie das jeweilige Kabel aufweisen. Die Impedanz ist daher eine wichtige Kenngröße eines Steckverbinders für Hochfrequenzanwendungen.
Die Impedanz {\displaystyle Z_{\mathrm {L} }} eines zylindrisch aufgebauten Steckverbinders ergibt sich ebenso wie die Impedanz eines Koaxialkabels aus dem Verhältnis der Durchmesser von Innenleiter {\displaystyle d} zum Durchmesser des Dielektrikums {\displaystyle D}:
{\displaystyle Z_{\mathrm {L} }={\frac {Z_{\rm {0}}}{2\pi {\sqrt {\varepsilon _{\rm {r}}}}}}\,\ln \left({\frac {D}{d}}\right)}
wobei {\displaystyle Z_{\rm {0}}} der Wellenwiderstand des Vakuums und {\displaystyle \varepsilon _{\rm {r}}} die relative Permittivität des Dielektrikums ist. Die Funktion „ln“ bildet den natürlichen Logarithmus. Aus diesem Zusammenhang lässt sich ableiten, dass der Innenstift von 75-Ohm-Steckern bei gleichem Isolierstoff dünner sein muss als bei 50-Ohm-Steckern gleicher Baugröße.
Weitere Kenngrößen sind die maximal übertragbare Frequenz, die bei einer bestimmten Frequenz maximal übertragbare Hochfrequenzleistung und die Einfügedämpfung sowie der Reflexionsfaktor.

## Bauformen und Verwendung

### BNC-Steckverbinder

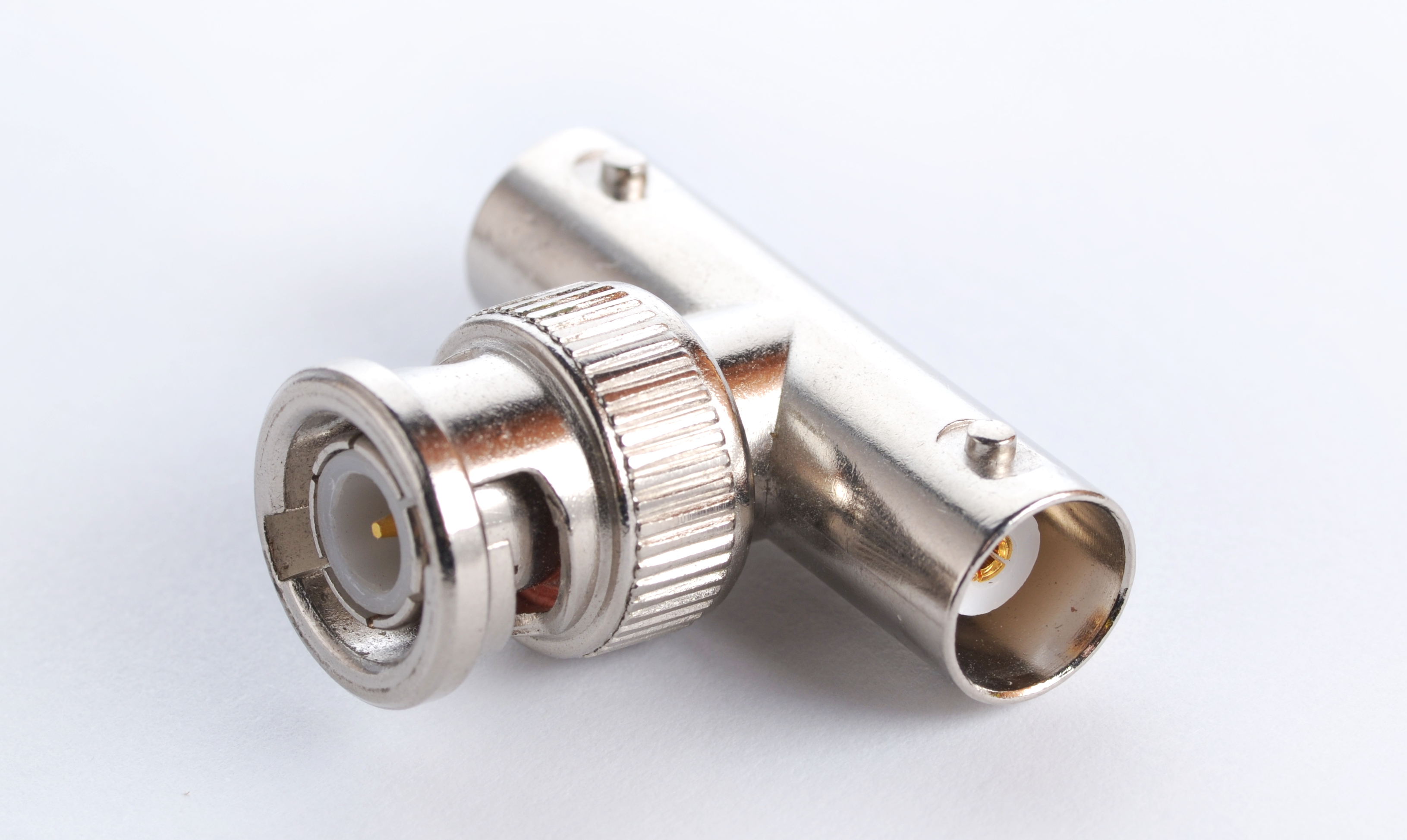
BNC-T-Stück

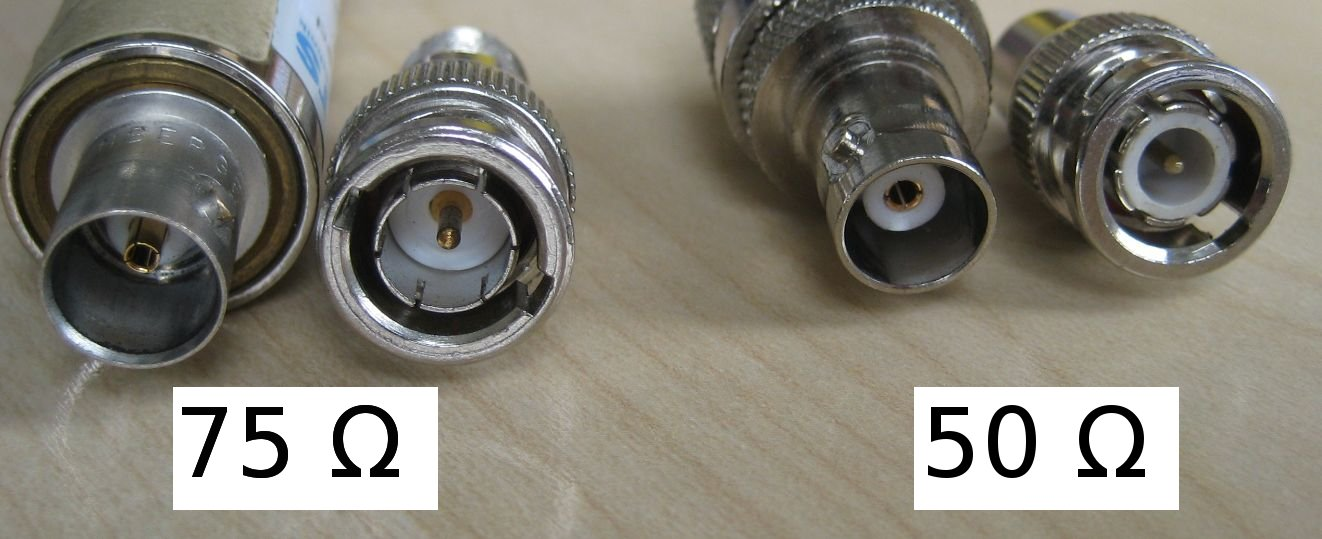
Unterschiede zwischen BNC-Steckverbindern in 50 Ω und 75 Ω

Die wohl verbreitetste Koaxialstecker-Bauform ist der BNC-Steckverbinder (Bayonet Neill Concelman), benannt nach den Entwicklern Paul Neill (Bell Labs) und Carl Concelman (Amphenol). Sie wurden Ende der 1940er Jahre als verkleinerte Version der C-Steckverbinder entworfen, basierend auf einem Patent von Octavio Salati.
Die Deutung der Abkürzung ist umstritten, häufig werden auch Bayonet Navy Connector, British Naval Connector, Bayonet Nut Connector, Bayonet Naur Connector oder Bayonet Norm Connector genannt.
BNC-Steckverbinder sind koaxiale Steckverbinder mit einem Bajonettverschluss für Hochfrequenzen bis etwa 1 GHz, teilweise bis 4 GHz, mit einer definierten Wellenimpedanz von entweder 50 oder 75 Ω. Die 50- und die 75-Ohm-Typen sind untereinander steckbar. Sie werden hauptsächlich in der Funk- und Videotechnik eingesetzt. Heimvideorekorder aus japanischer und US-amerikanischer Produktion waren ab Ende der 1970er Jahre üblicherweise mit BNC-Steckverbindern ausgestattet. Nachdem sich in Europa in den 1980er Jahren die SCART-Steckverbindung durchgesetzt hatte, wurden an Heimvideorekordern nur noch SCART- und Cinch-Verbindungen eingebaut und der Einsatz von BNC-Steckern an diesen Geräten ging stark zurück.
Der Einsatz von BNC in 10BASE2-Rechnernetzwerken mit RG-58-Kabel (50 Ω) ist stark zurückgegangen, seitdem dort Twisted-Pair-Technik die Koaxialkabel verdrängt hat. Als Sonderform wurden auch BNC-Steckverbinder mit einer Wellenimpedanz von 93 Ω für bestimmte Netzwerkanwendungen mit RG-62-Kabeln produziert. Die BNC-Technik hat sich auch zur Übertragung von schwachen Gleichströmen, niederfrequenten Wechselströmen und Impulsen im Laborbetrieb durchgesetzt, weil der Außenleiter elektrische Störungen abschirmt. Der koaxiale Aufbau bietet so Schutz gegen externe elektrische Felder. Aus diesem Grund sind auch die Anschlüsse an Messgeräten wie Oszilloskop, Frequenzzähler und Funktionsgenerator in der Regel in BNC-Technik ausgeführt. Speziell für Messplätze wurden in der DDR BNC-Steckerversionen entwickelt, die statt des Bajonetts einen Kragen aus federnden Kontaktzungen hatten, der aber auf normale BNC-Buchsen aufgeschoben werden konnte. Das erlaubte sehr zügige Messarbeiten, da die Stecker schnell umgesteckt werden konnten. Ein ähnliches Konzept verfolgt die Liechtensteiner Firma Neutrik mit ihren Push-Pull-BNC-Steckverbindern, die zusätzlich ein Lösen der Verbindung durch Ziehen am Kabel verhindern. Um sie zu lösen, muss der Stecker zwingend an seinem Kunststoffgehäuse von der BNC-Buchse gezogen werden.
Da die Bajonettverbindung nicht zur Wellenimpedanz des Systems beitragen sollte, weil die Kontaktgabe des Außenkontaktes an einer Hülse geschieht, die unter dem Bajonett liegt, wurden in der DDR ebenfalls BNC-Steckervarianten mit einer Bajonettverriegelung aus Kunststoff hergestellt. Das erlaubte eine teures Metall sparende Konstruktion und die Möglichkeit, die Stecker durch farbige Kunststoffe zu kennzeichnen.
Unter dem Namen Circuit box, BNC-Box oder Shielded Box werden schraubbare Kleingehäuse mit BNC-Anschlüssen vertrieben. Im Gegensatz zu einem Weißblechgehäuse, das verlötet werden muss, lässt sich dieses bei gleichen hochfrequenztechnischen Eigenschaften mühelos öffnen und schließen.

### TNC-Steckverbinder

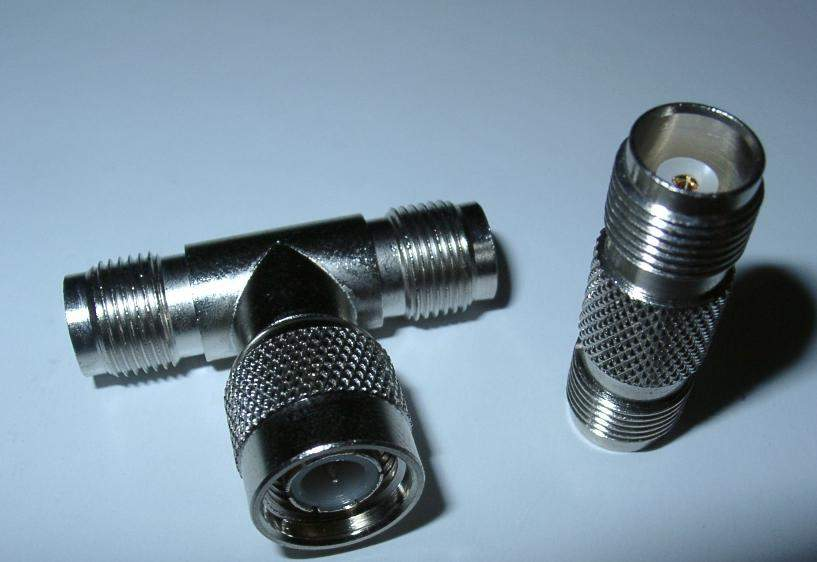
TNC-T-Stück und -Kupplung (weiblich)

TNC-Steckverbinder (englisch Threaded Neill Concelman) sind koaxiale Steckverbinder für Hochfrequenz bis etwa 11 GHz mit einer definierten Wellenimpedanz von üblicherweise 50 Ω, daneben gibt es noch TNC-Varianten mit 75 Ω. TNC-Steckverbinder gleichen im Wesentlichen BNC-Steckverbindern, werden jedoch durch ein Gewinde (englisch: thread) statt durch ein Bajonett miteinander verbunden. TNC-Stecker sind wie der N-Stecker bis ca. 18 GHz ausgelegt. Die Entwickler Paul Neill und Carl Concelman schufen diese Norm in den späten 1950er Jahren als Alternative zu BNC-Steckverbindern, deren elektrische Eigenschaften in Umgebungen mit starker Vibration, beispielsweise Fahrzeugen, durch den verhältnismäßig losen Bajonettverschluss zu wünschen übrig ließen.
Der RP-TNC (englisch reverse polarity threaded Neill Concelman) ist eine Sonderform des TNC-Steckverbinders. Äußerlich sind beide Steckverbinder gleich, nur die Innenteile sind vertauscht – RP-TNC-Stecker haben einen buchsenförmigen (weiblichen), die Buchsen einen steckerförmigen (männlichen) Zentralkontakt.

### Belling-Lee-Steckverbinder

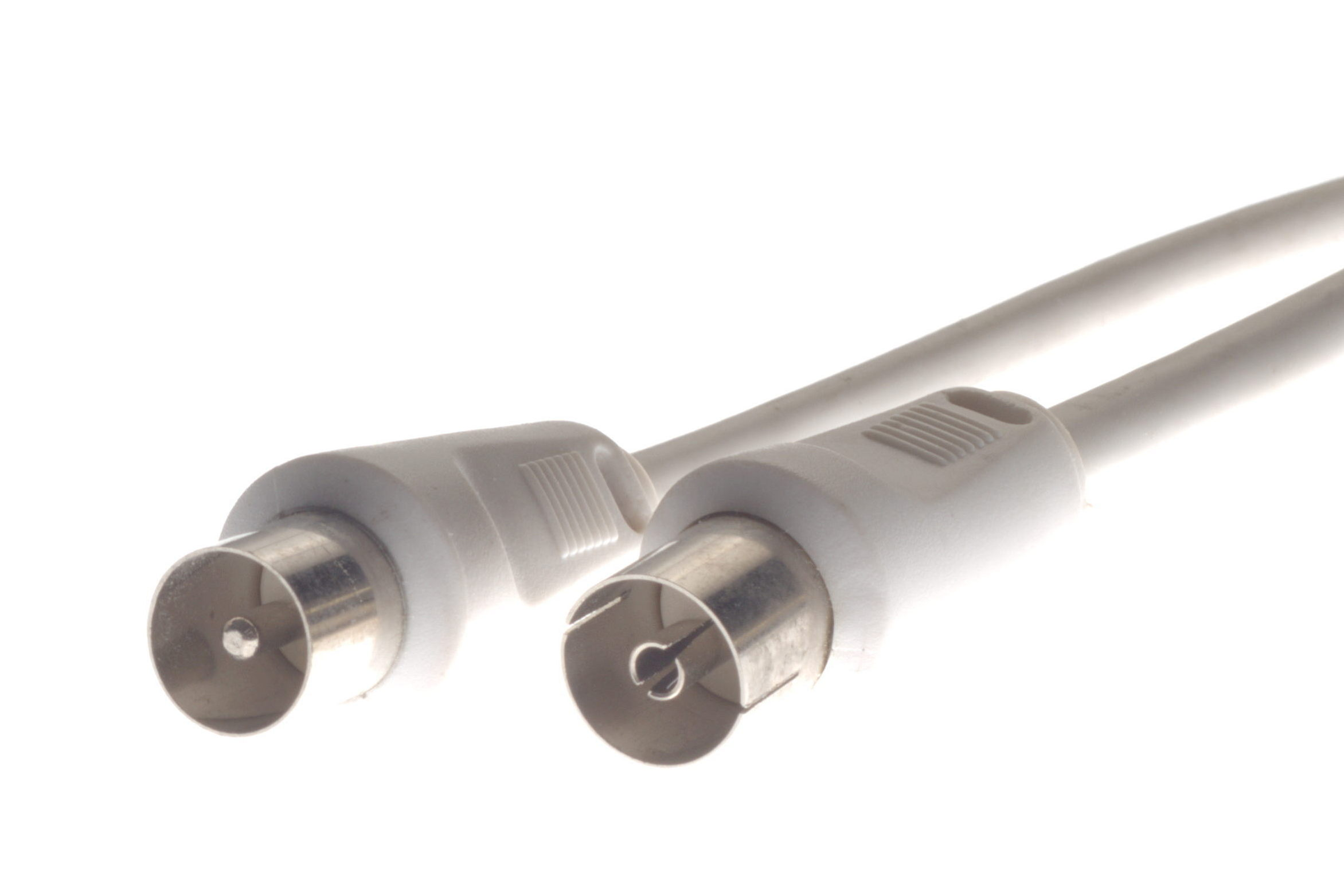
Antennenanschlusskabel für Radio oder Fernsehen als Belling-Lee bzw. IEC-60169-2

Belling-Lee-Steckverbinder (IEC 61169-2:2007, daher im Handel meistens als IEC-Stecker bzw. IEC-Buchse bezeichnet) wurden um 1922 vom englischen Radiohersteller Belling-Lee Ltd. entwickelt und waren ursprünglich nur für Mittelwelle gedacht. Obwohl sie im Gegensatz zu moderneren Koaxsteckern nicht an die 75-Ohm-Impedanz des Antennenkabels angepasst sind, sind Belling-Lee-Verbinder noch an jedem Fernsehgerät und vielen Radios in Europa zum Anschluss von VHF- (UKW-) und UHF-Antennen sowie Kabelnetzen und den in Häusern installierten Antennensteckdosen zu finden.
Üblicherweise werden für die Buchsen in Fernsehgeräten Kabel mit einem Stecker benötigt, während für Radiogeräte ein Kabel mit einer Kupplung benötigt wird. Da auch die Wandsteckdosen entsprechend ausgeführt sind, hat ein Anschlusskabel normalerweise an einem Ende einen Stecker und am anderen eine Kupplung und passt daher (ggf. nachdem es gedreht wurde) sowohl für Radio- wie für Fernsehbetrieb sowie als Verlängerungskabel.

### 4/13-Steckverbinder
Dieser Stecker ist wie der der UHF-Steckverbinder eine Ableitung des Bananensteckers. Von diesem Stecker gibt es zwei Varianten, mit kurzem Schirm nach DIN 47283 und mit langem Schirm nach DIN 47284. Wegen des nicht eindeutig definierten Wellenwiderstands sind diese Stecker in der HF-Technik ungebräuchlich geworden. Mit DIN 47294 vergleichbare Stecker werden als DIN 19262 für PH-Elektroden verwendet.

### Dezifix-Steckverbinder
Die Besonderheit der Dezifix-Steckverbinder ist, dass es sich um hermaphroditische Steckverbinder handelt. Dadurch können Geräte direkt ohne Verbindungskabel dazwischen miteinander verbunden werden. Ebenso können Leitungen ohne Adapter mit weiteren Leitungen verlängert werden.
Es sind 6 Größen definiert, die mit Buchstaben A–F gekennzeichnet werden. Die Größen A und B sind für die Messtechnik vorgesehen, B bis F für die Betriebstechnik. Die Größen E und F werden mit Schraubflanschen verbunden und sind wasserdicht, die übrigen Größen mit einer Überwurfmutter. Mit dem Typ I gibt es außerdem eine Variante der Größe E für Innenräume, die mit einer Überwurfmutter verbunden wird. Die Größen B bis E sind in DIN 47285 bis 47288 festgelegt.

### C-Steckverbinder
C-Steckverbinder besitzen einen zweinockigen Bajonettverschluss und sind für Frequenzen bis 11 GHz geeignet. Sie sind für bis zu 400 Watt übertragbare Leistung geeignet (bei 1 GHz).

### F-Steckverbinder

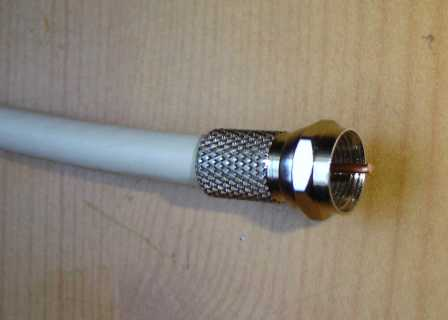
F-Steckverbinder

F-Steckverbinder (IEC 60169-24) sind koaxiale Steckverbinder mit Schraubverriegelung für Hochfrequenz bis etwa 5 GHz mit einer definierten Wellenimpedanz von 75 Ω. Sie sind die in Nordamerika üblichen Fernsehantennenstecker und die weltweit am meisten verwendeten Steckverbinder im Bereich des Satellitenfernsehens, aber auch im Bereich vom Kabelfernsehen. Die F-Stecker sind für den Kabeldurchmesser äußerlich durch Ringe in der Riffelung codiert.
- 3 Ringe: 4,0 mm
- 2 Ringe: 5,0 mm – 5,2 mm
- 1 Ring: 5,8 mm – 6,1 mm
- Kein Ring: 7,0 mm – 8,2 mm

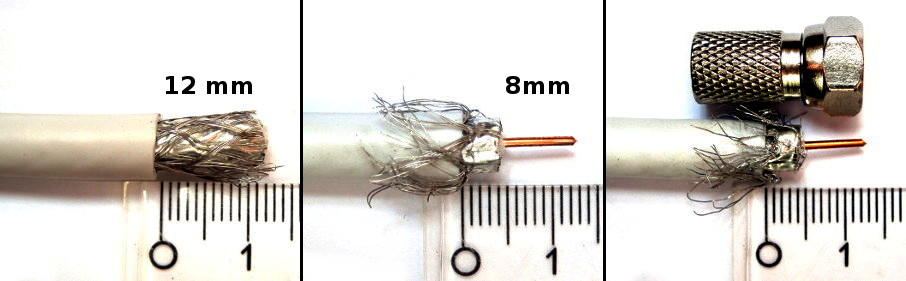
Montage eines F-Steckers

Der abgebildete Stecker ist zur Selbstmontage gedacht. Durch ein Innengewinde in der Hülse lässt er sich auf den Kabelmantel aufschrauben. Entgegen vielen falschen Anleitungen wird das Geflecht bei einem Aufschraubstecker nicht umgeschlagen, denn andernfalls könnte dabei das Schirmgeflecht beim Aufschrauben des Steckers auf den Kabelmantel abgeschert werden und so eine Leckstelle in der Abschirmung entstehen. Korrekt wird das Geflecht im Uhrzeigersinn auf das Dielektrikum gedreht (am einfachsten, bevor der Innenleiter abisoliert wird). Der Stecker schraubt sich dann mit seinem Gewinde auf den Kabelmantel und stellt so eine mechanisch stabile und weitgehend wasserdichte Verbindung her. Der Schirm drückt sich zwischen Kabelmantel und Innenfläche des Steckers und sorgt für eine zuverlässige Kontaktierung. Es ist notwendig, den zum Kabelmantel passenden Stecker zu wählen, deshalb kann ein Stecker auch nur mit bestimmten Kabeltypen verwendet werden. Der massive Innenleiter des Kabels ist gleichzeitig zentraler Steckkontakt.
Diese Stecker gibt es auch in einer wetterfesten Ausführung. In diesen ist ein O-Ring als Dichtung eingelegt, der den Innenleiter des Kabels vor Feuchtigkeit schützt. Dabei ist zu beachten, dass der Ring beim Aufschrauben in einer Vertiefung im Stecker „verschwindet“, denn der Masseübergang zwischen Stecker und Buchse findet nicht über die Überwurfmutter, sondern durch Aufeinanderdrücken der Stirnflächen von Stecker und Buchse statt. Verhindert dagegen ein eingelegter O-Ring diesen direkten Kontakt, verringert sich das Schirmungsmaß deutlich und es können EMV-Probleme (Störungen z. B. durch DECT-Telefone) auftreten. Wenn Stecker und Buchse von guter Qualität sind und plane Massekontaktflächen haben, ist ein O-Ring für Wasserdichtigkeit nicht erforderlich.
Neben den vorgenannten F-Steckern zum Aufdrehen werden auch Crimp- oder auch Kompressionsstecker angeboten (in der professionellen Installationstechnik sind Kompressionsstecker seit etlichen Jahren Standard). In ihrem Inneren befindet sich ein dünnes Metallröhrchen, das sich beim Hineinschieben des Kabels zwischen die Isolierung und den üblicherweise umgeschlagenen Schirm schiebt. Durch Zusammendrücken mit einer entsprechenden Crimpzange oder Kompressionszange wird ein Spalt zwischen der äußeren Hülse und dem Röhrchen geschlossen, so dass das Kabel sicher im Stecker fixiert wird.
Neben den üblichen F-Steckern zum Verschrauben gibt es auch so genannte Quickfix-F-Stecker, die auf die handelsüblichen Gewinde gesteckt werden.

### FME-Steckverbinder

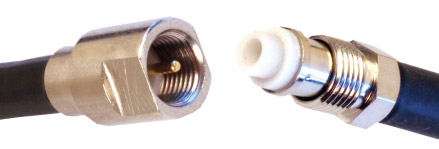
FME-Steckverbinder

FME-Steckverbinder (englisch For Mobile Equipment) sind Miniatur-Steckverbinder mit einer elektrischen Impedanz von 50 Ω für Frequenzen bis zu 2 GHz. Sie kommen hauptsächlich bei externen Mobilfunkantennen in KFZ zum Einsatz. Standardmäßig wird der weibliche FME-Stecker an das meist verwendete RG-58-Kabel der Antenne angebracht. Außergewöhnlich ist, dass der weibliche FME-Stecker eine Überwurfmutter mit Außengewinde hat und der männliche Stecker ein starres Außenteil mit Innengewinde. Dadurch wird erreicht, dass die Steckverbinder im Durchmesser nur wenig größer als das verwendete Kabel sind und sich gut durch enge Kabeldurchführungen verlegen lassen.

### SMBA-(FAKRA)-Steckverbinder
SMBA-(FAKRA)-Steckverbinder (von Fachkreis Automobil) DIN 72594-1 und USCAR-18 wurden im Jahr 2000 von der Firma Rosenberger Hochfrequenztechnik speziell für die Verwendung im Automobilbereich entwickelt. Der Einsatzbereich erstreckt sich von einfachen Antennensignalen (UKW mit oder ohne Fernspeisung, Fernsehsignalen) über Hochfrequenz-Signale für Keyless-entry-Systeme, Mobilfunk und digitale Kamerasysteme bis hin zu GPS und Telematik. Das Besondere ist die sowohl farbliche als auch mechanische Kodierung der verschiedenen Varianten. Ferner lassen sich die Steckverbinder auch paarweise oder in Mehrfachkombinationen verarbeiten. Außerdem wurde Wert auf die speziellen Anforderungen im Automobilbereich gelegt (Temperaturbedingungen, Vibrationen). Die Steckverbinder sind durchweg mit 50 Ω Wellenimpedanz erhältlich und bis 6 GHz spezifiziert.

### Steckverbinder der Typen MCX, MMCX und SSMCX

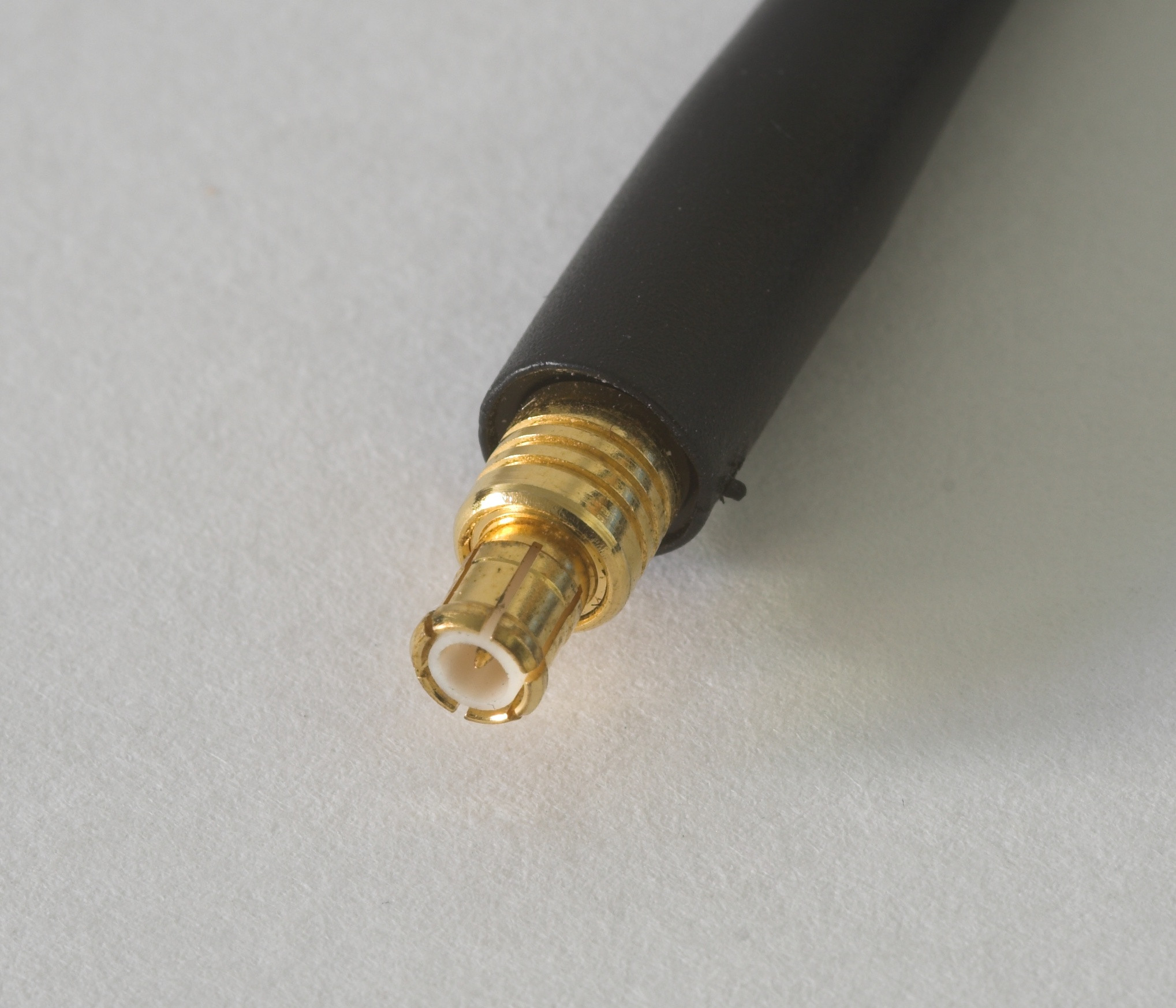
MCX-Stecker einer GPS-Antenne

MCX-Steckverbinder (Miniature CoaX), sind kleine (3,5 mm Durchmesser) koaxiale Steckverbinder, die 1990 entwickelt wurden und in 50 Ω und 75 Ω erhältlich sind. Sie sind für Frequenzen bis 6 GHz ausgelegt. Ähnlich SMB verwenden sie eine Schnappverbindung und sind daher sehr einfach zu handhaben. DVB-T-Sticks für USB OTG verwenden beispielsweise diesen Anschluss anstelle der deutlich größeren Belling-Lee-Buchse („IEC-Buchse“), er kommt aber auch bei Geräten für die Nutzung an PCs vor.

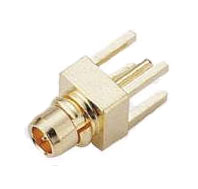
MMCX-Stecker für die Leiterplattenmontage (THT)

MMCX-Steckverbinder (Micro Miniature CoaX), sind sehr kleine (3 mm Durchmesser) koaxiale Steckverbinder nach DIN EN 122340. Sie sind bei PCMCIA-Karten weit verbreitet, auch bei älteren Handys sind diese meist unter der Abdeckung, neben den herausnehmbaren Akkus, zum Anschluss einer externen GSM-Antenne zu finden. Sie sind bis 6 GHz spezifiziert und für 50 Ω erhältlich. SSMCX-Steckverbinder (Super Small MCX), sind ca. 30 % kleiner als MMCX. Sie sind für Frequenzen bis 10 GHz spezifiziert.
Siehe auch den sehr ähnlichen U.FL-Stecker von Hirose.

### UHF- oder PL-Steckverbinder

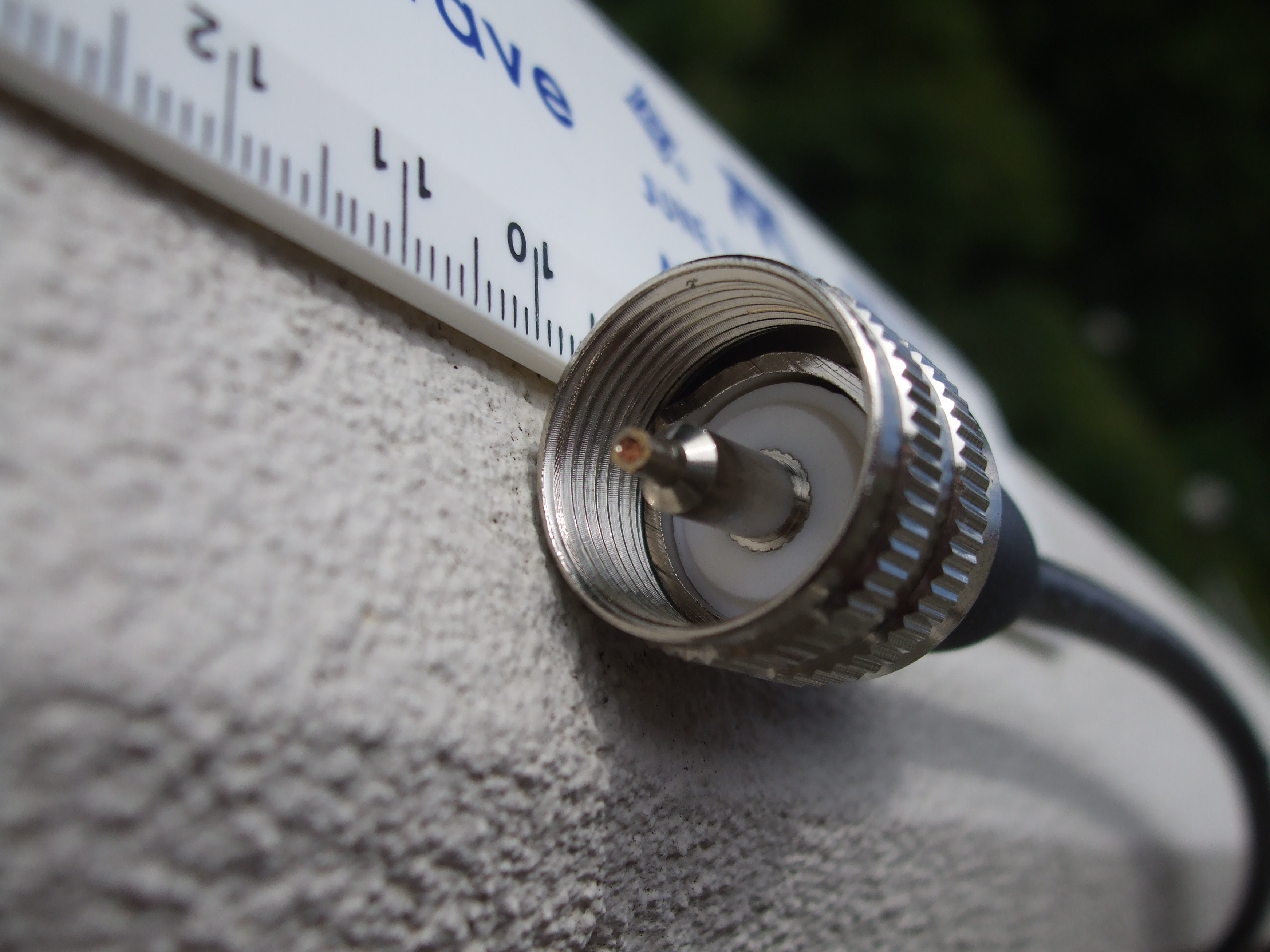
UHF-Stecker

UHF-Steckverbinder, auch fälschlich PL-Stecker (von PL = plug, oder bei Buchse SO = socket) genannt, findet man überwiegend in weniger anspruchsvollen Anwendungen im Kurzwellenbereich, beispielsweise bei Amateurfunkgeräten oder beim CB-Funk. Auch im Bereich des 4-m-BOS-Funks ist er (noch) der Standardanschluss, ebenso bei vielen älteren Betriebsfunkgeräten.
Der Steckverbinder entwickelte sich als geschirmte Variante des 4-mm-Laborsteckers („Bananenstecker“). Darum wird er auch oft scherzhaft „Bananenstecker mit Überwurfmutter“ genannt oder, aufgrund der Abkürzung UHF, auch als „Ungeeignet für Hoch-Frequenz“ bezeichnet. Er hat keine wohldefinierte Impedanz. Stecker und Buchse tragen kleine Rippen bzw. Kerben als Verdrehsicherung, allerdings ist die Überwurfmutter nicht gegen unbeabsichtigtes Lösen gesichert und damit anfällig für Lockerung durch Vibration (wie z. B. im Kfz). Ansonsten ist der UHF-Steckverbinder einfach, robust und kostengünstig und lässt sich gut handhaben.

### N-Steckverbinder

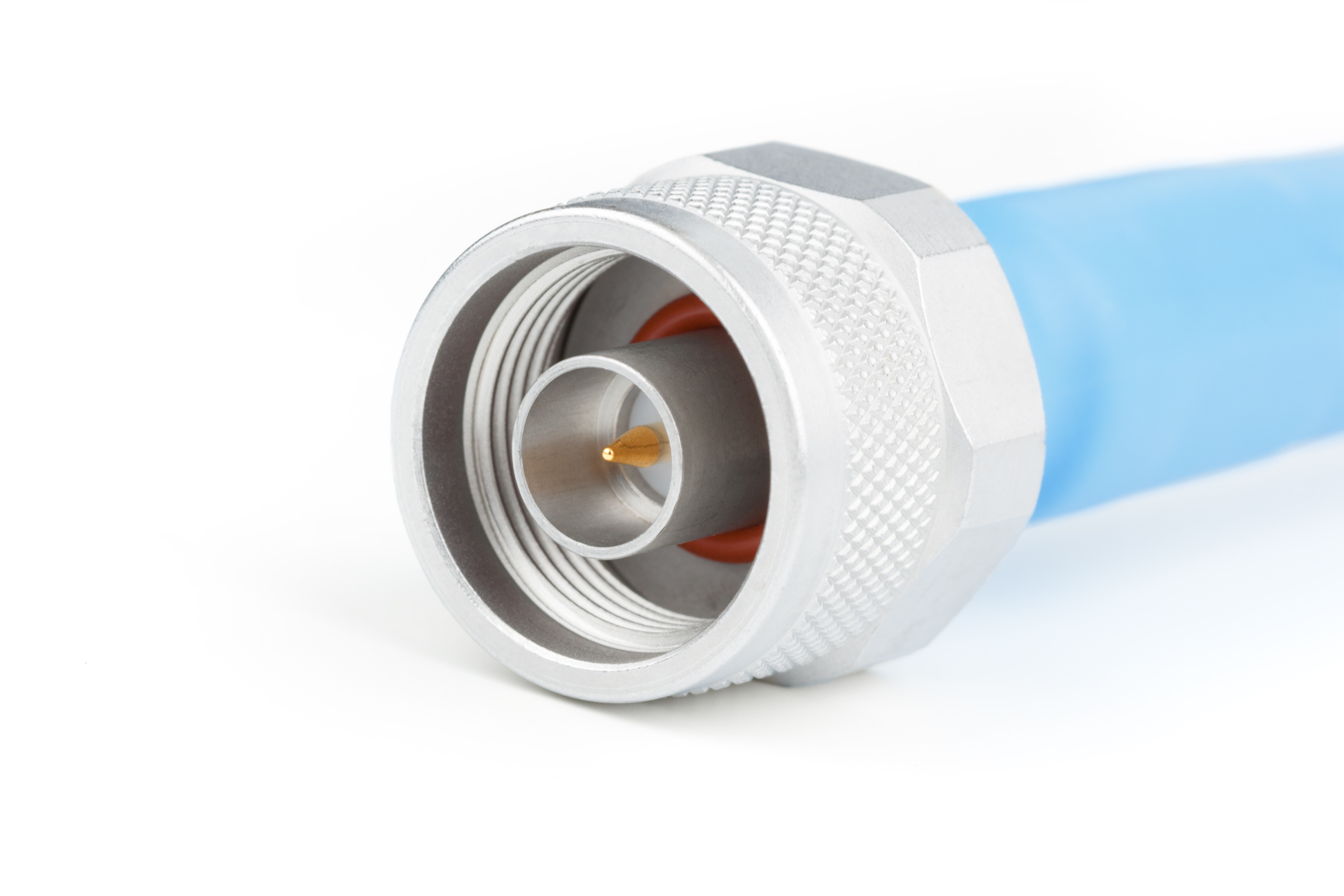
N-Stecker (männlich)

N-Steckverbinder wurden in den 1940er Jahren von Paul Neill bei den Bell Labs entwickelt. Zu dem Ursprung der Bezeichnung mit dem Buchstaben N gibt es unterschiedliche Quellen: Die Namensgebung geht auf den ersten Buchstaben im Nachnamen von Paul Neill zurück. Andere Quellen geben als Ursprung die Bezeichnung englisch Navy Connector an, da diese Steckverbindung zunächst im Bereich der US-Marine eingesetzt wurde.
N-Stecker sind koaxiale Steckverbinder mit Schraubverriegelung, mit einem Einsatzbereich bis 30 GHz und mit einem Leitungswellenwiderstand von 50 Ω oder seltener mit 75 Ω. Zu beachten ist dabei, dass bei den beiden Impedanzen nur die Abmessungen der Innenleiter unterschiedlich sind (ein 50-Ω-Innenleiter ist „dicker“ und ein 75-Ω-Innenleiter „schlanker“) und man mit einem 50-Ω-Stecker eine 75-Ω-Buchse mechanisch zerstört. 75-Ω-Stecker sind üblicherweise mit einer grünen Tülle gekennzeichnet.
N-Steckverbinder gehören zu den am meisten verwendeten Steckverbindern in der professionellen Hochfrequenztechnik.

### DIN-7/16-Steckverbinder
DIN-7/16-Steckverbinder wurden ursprünglich von der Firma Spinner entwickelt und sind benannt nach ihren metrischen Maßen von Innenleiter-Durchmesser (7 mm) und Dielektrikum-Durchmesser (16 mm). Sie erlauben höhere Übertragungsleistungen (bis 1800 Watt bei 1 GHz) als N-Steckverbinder. Diese Steckverbinderform ist der Standard bei Mobilfunk-Basisstationen.

### SMA-Steckverbinder

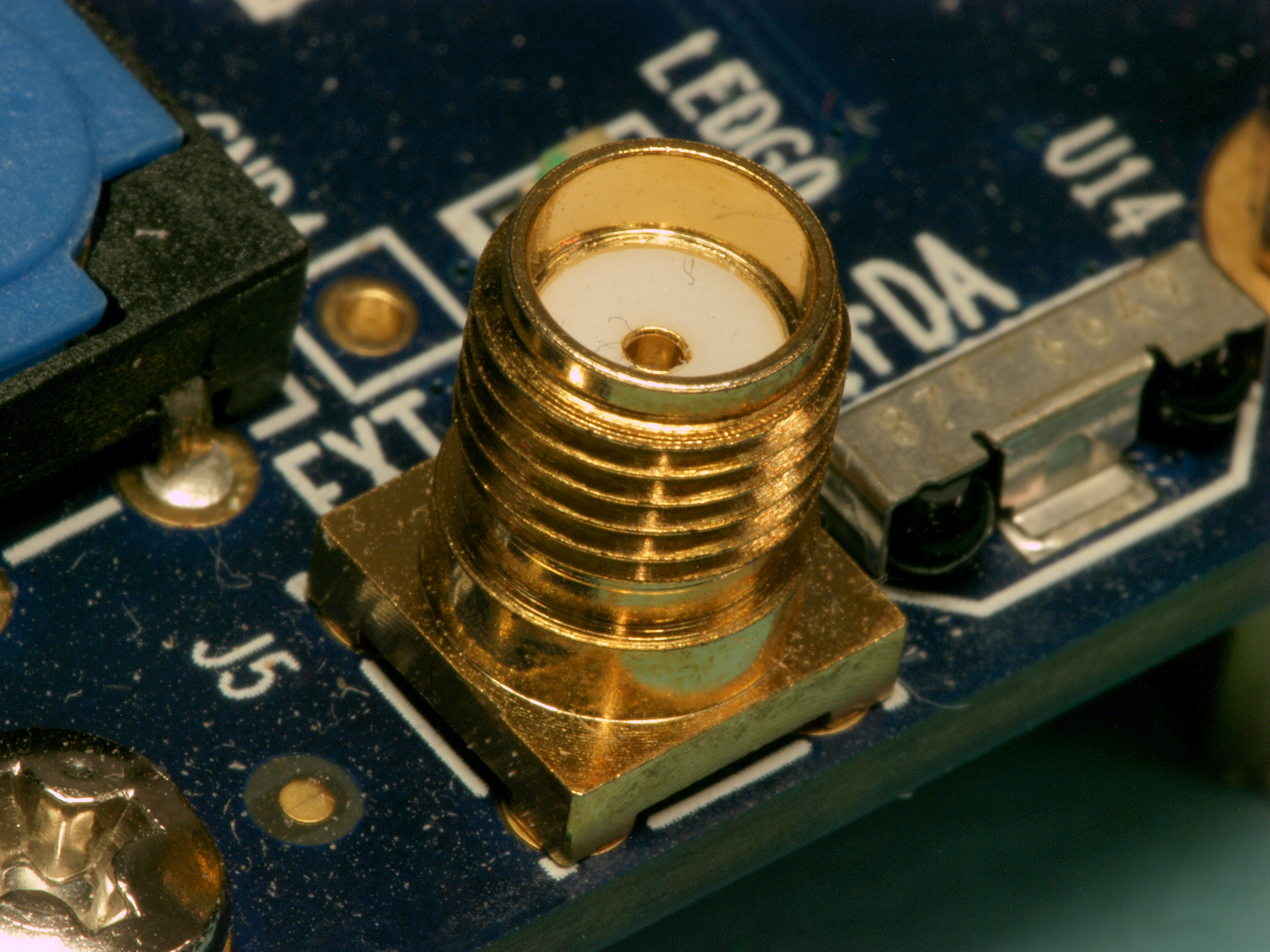
SMA-Einbaubuchse auf einer Leiterplatte

SMA-Steckverbinder werden vornehmlich für Anwendungen in Frequenzbereichen von 1 GHz bis 18/26,5 GHz (je nach Ausführung) eingesetzt. SMA steht für Sub-Miniature-A. Als Stecker werden die Ausführungen mit Überwurfmutter und als Buchsen diejenigen mit Außengewinde bezeichnet und zwar unabhängig von der Ausgestaltung des Innenleiters als Metallstift oder als Metallröhre (siehe unten). Die Paare, die man miteinander verschrauben kann, sind SMA-Stecker und SMA-Buchse. Im Vergleich zu anderen Hochfrequenz-Steckverbindern sind SMA-Stecker recht klein, aufgrund der Schraubverriegelung dennoch mechanisch sehr robust. Die Wellenimpedanz liegt üblicherweise bei 50 Ω. Moderne SMA-Stecker sind bis 27 GHz und darüber hinaus spezifiziert, sie werden dann als „Super SMA“ bezeichnet. SSMA steht für Small SMA, wurde vornehmlich für den Weltraumeinsatz konzipiert und erlaubt eine Verwendung bis 40 GHz.
Für Lichtleitkabel gibt es eine abgeleitete Form mit der Bezeichnung F-SMA-Steckverbinder.

### RP-SMA-Steckverbinder

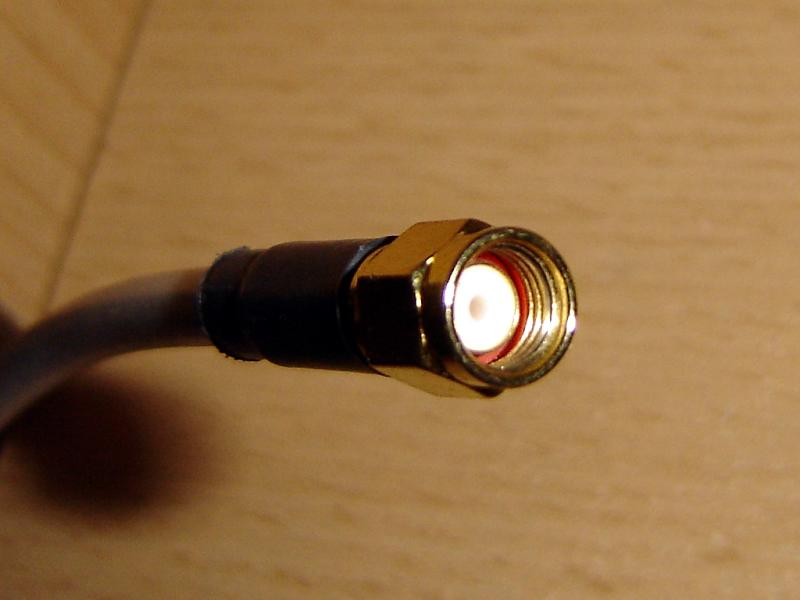
RP-SMA-Stecker mit Innenleiter als Metallröhrchen

Nicht zu verwechseln ist der SMA-Steckverbinder mit der Variante Reverse-Polarity-SMA (RP-SMA), oft auch als Reverse-SMA (R-SMA) bezeichnet. Dabei bedeutet Reverse-Polarity, dass Stift und Loch bei den Schraubverbindern vertauscht sind. Das heißt, im Gegensatz zu SMA besitzt der Innenleiter des RP-SMA-Steckers das hohle Röhrchen in das der Dorn der RP-SMA-Buchse gesteckt wird. Identisch mit SMA ist die Position des Außengewindes an der Buchse und die der Überwurfmutter an dem Stecker; im gesteckten Zustand sind deshalb RP-SMA-Verbindungen nicht von SMA-Verbindungen zu unterscheiden. RP-SMA wird oft für Antennenanschlüsse an WLAN-Geräten benutzt. Die Idee dahinter war, den (unerlaubten) Anschluss von externen Antennen zur Reichweitenerhöhung zu erschweren, da seinerzeit keine passenden Stecker erhältlich waren. Der Markt reagierte aber schnell und mittlerweile sind Stecker und Adapter in allen Varianten erhältlich.

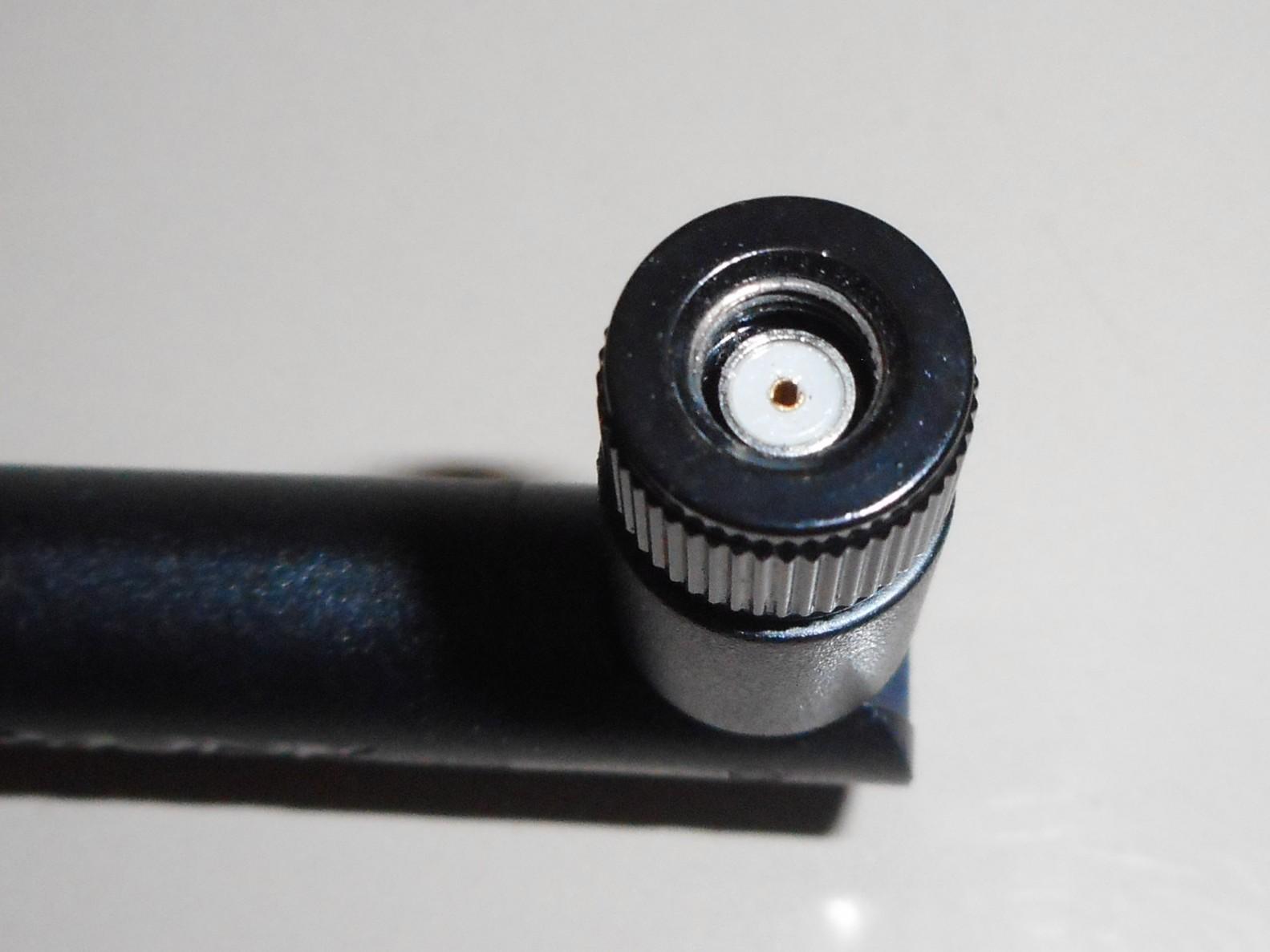
WLAN-Antenne
mit RP-SMA-Stecker

WLAN-Antennen haben meist einen RP-SMA-Stecker (weiblich) zur Schraubverbindung mit der RP-SMA-Buchse (männlich) am WLAN-Router oder mit der RP-SMA-Buchse am Antennenkabel.

### Vergleich SMA und RP-SMA
|                    | SMA         | SMA      | SMA         | RP-SMA      | RP-SMA   | RP-SMA |
| Innenleiter        | Außenleiter | Bild     | Innenleiter | Außenleiter | Bild     |        |
| Buchse am Gerät    | Loch        | Schraube |             | Stift       | Schraube |        |
| Stecker an Antenne | Stift       | Mutter   |             | Loch        | Mutter   |        |

### 3,5-mm-Stecker
3,5-mm-Stecker sind mechanisch kompatibel zu den SMA-Steckern, jedoch wird kein Dielektrikum (Teflon, Ultem …) verwendet, wie bei den 2,92-mm-, 2,40-mm-, 1,85-mm- und 1,0-mm-Steckern. Die 3,5-mm-Stecker sind bis 33 GHz einsetzbar und werden gerne bei Adaptern, 2,40 mm auf 3,5 mm statt 2,40 mm auf SMA verwendet. Während SMA-Stecker zu geringen Kosten mit höheren Toleranzen hergestellt werden, haben 3,5-mm-Stecker geringere Fertigungstoleranzen und sind daher wesentlich teurer. Daher sind 3.5-mm-Stecker auch auf viele Steckzyklen ausgelegt, wohingegen SMA-Stecker nur auf sehr wenige Verbindungen spezifiziert sind. Bei der Verbindung von SMA- mit 3.5-mm-Steckern kommt es zu Reflexionen, da es durch das Dielektrikum des SMA-Kabels einen Kapazitätssprung gibt. Zudem kann der 3,5-mm-Stecker bei einer solchen Verbindung durch den SMA-Stecker leicht beschädigt werden.

### K-Steckverbinder
K-Stecker oder 2,92-mm-Stecker sind eine Weiterentwicklung der SMA-Stecker. Statt Teflon wird als Dielektrikum Luft verwendet, was die Verwendung bis ca. 40 GHz gestattet.

### V-Steckverbinder
V-Stecker oder auch 1,85-mm-Stecker sind für Frequenzen bis ca. 70 GHz ausgelegt. 2,40-mm-Stecker sind mechanisch kompatibel zu den V-Steckern. Sie sind eine Weiterentwicklung der 2,92-mm- bzw. K-Stecker.

### W-Steckverbinder
Für noch höhere Frequenzen bis 110 GHz werden die W-Stecker oder 1-mm-Stecker verwendet.

### Steckverbinder der Typen SMB, SMS, SMC und SMP

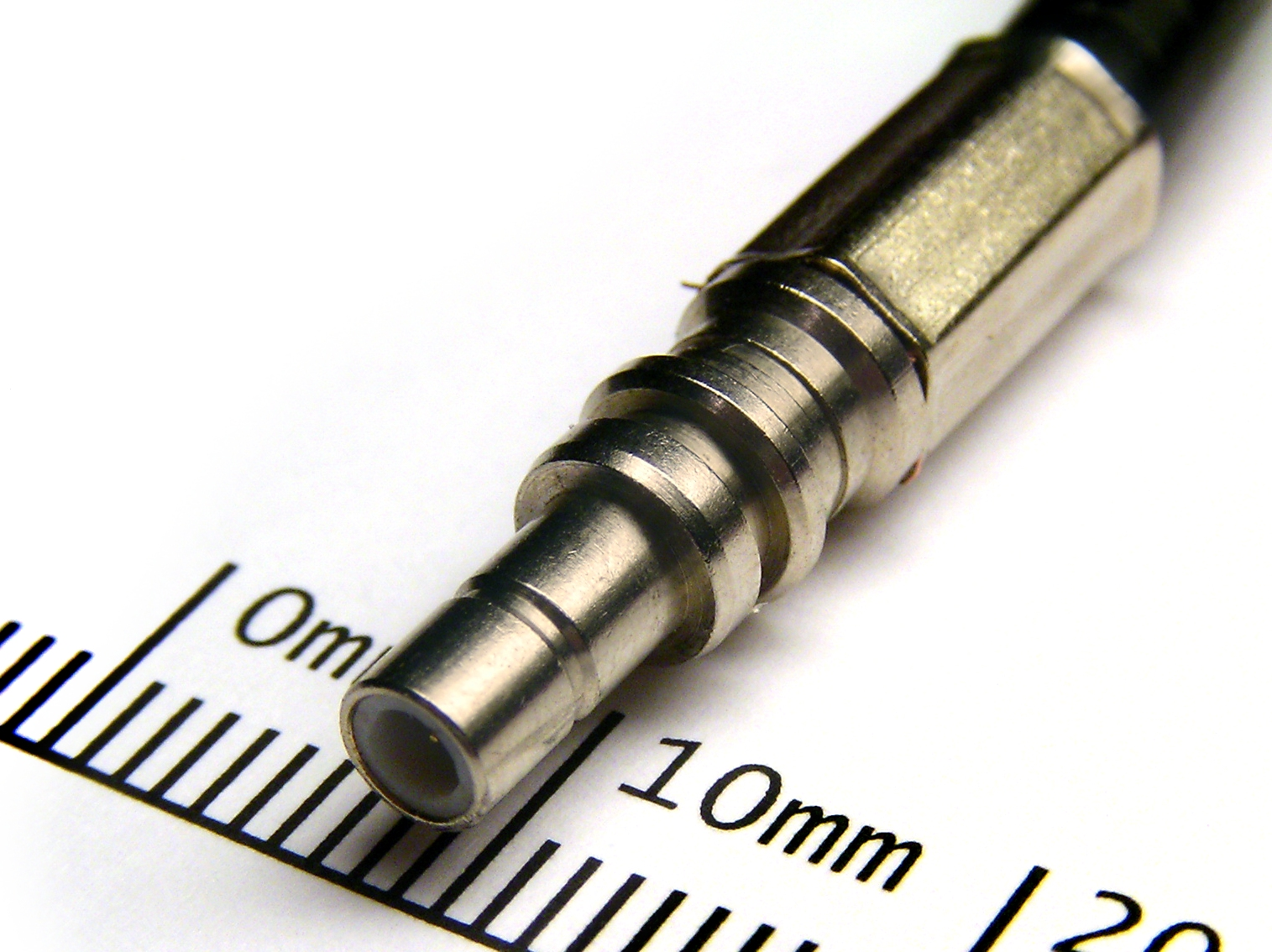
SMB-Konnektor an 5-mm-Koaxialkabel gecrimpt

SMB steht für Sub-Miniature-B. SMB-Steckverbinder werden für Frequenzen bis 4 GHz eingesetzt. Im Gegensatz zu SMC-Steckverbindern werden sie nur gesteckt und nicht geschraubt. Sie werden hauptsächlich für geräteinterne Verbindungen verwendet. SSMB kommt bei vielen UMTS-Karten vor, steht für small SMB oder Nano-SMB oder SMB nano. SMS steht vermutlich für Sub-Miniature-Sliding. Bei manchen Herstellern heißt diese Steckernorm auch SMG.
SMS-Steckverbinder werden im Frequenzbereich bis hin zu 4 GHz eingesetzt. Im Gegensatz zu SMB-Steckverbindern haben die SMS-Verbinder keine Schnappverriegelung. Sie werden deshalb hauptsächlich an Einschub-Baugruppen angewendet, da sie relativ geringe Steckkräfte aufweisen. Von den Dimensionen der Koaxial-Schnittstellen sind sie wie die SMB- und SMC-Steckverbinder aufgebaut, z. B. Durchmesser des Innenleiter-Steckerstiftes 0,48 mm … 0,53 mm, Außendurchmesser des Steckers 3,66 mm … 3,71 mm. SMS- und SMB-Verbinder sind untereinander steckbar.

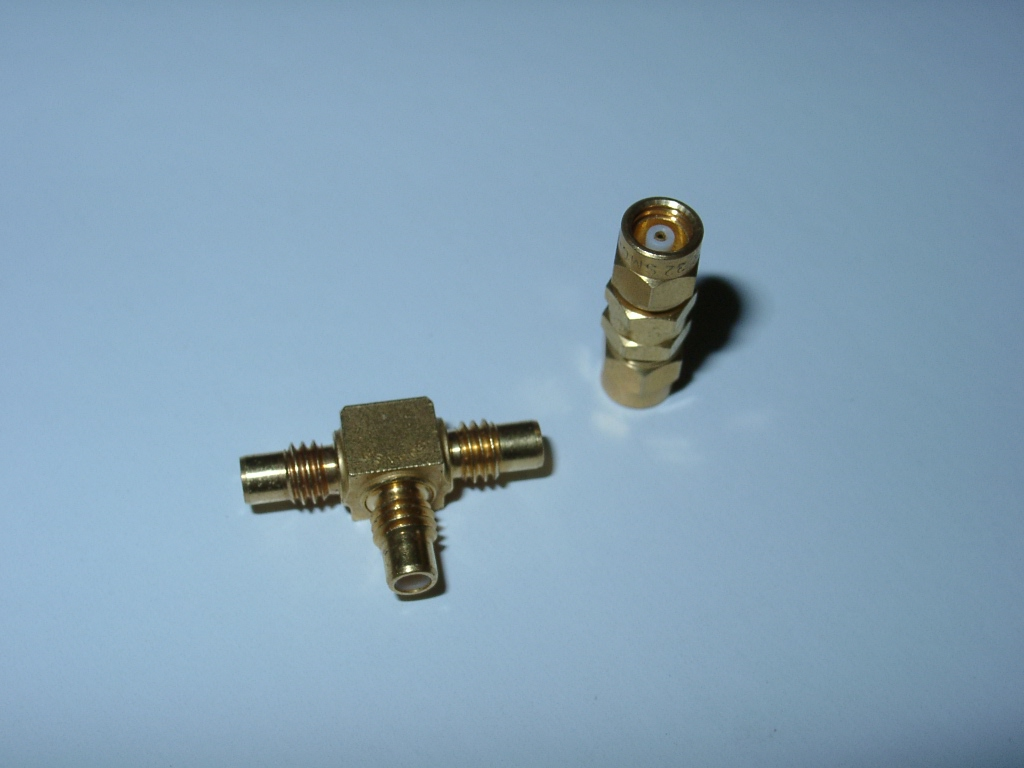
SMC-T-Stück (männlich) und Kupplung (weiblich)

SMC-Steckverbinder sind dem SMA-Verbinder ähnlich, aber die Schlüsselweite der Schraubverriegelung ist kleiner (Verschraubung hat Schlüsselweite 6,35 statt 8 mm beim SMA-Stecker). Die elektrischen Daten und Abmessungen der Steckschnittstelle wie beim SMB- und SMS-Steckverbinder.
SMP-Steckverbinder sind die „Norm“ für Hochfrequenz-Steckverbinder für einen Frequenzbereich DC bis 40 GHz.

Die Verbindung wird gesteckt. Die Verbinder sind mechanisch sehr kompakt (Stecker-Schnittstelle: Innenleiterstift nominal 0,38 mm Durchmesser, Außendurchmesser an der Schnittstelle etwa 3,2 mm). Die Stecker gibt es in drei Versionen mit unterschiedlichen Steckkräften: Schnappversionen „full detent“ und „limited detent“ und Gleitversion „smooth bore“. Die Gleitvariante ist ähnlich wie SMS-Steckverbinder für Einschubmodule oder aufeinander gesteckte Leiterplatten vorgesehen. Üblicherweise haben dabei die zu verbindenden Module nur Stecker (male) und werden durch in darin eingesteckte Buchse-Buchse-Adapterstücke (female-female) erst untereinander kuppelbar. Die Besonderheit ist, dass durch diese Konstruktion aus drei Teilen nicht nur ein axialer, sondern insbesondere ein kleiner radialer Toleranzausgleich ermöglicht wird, was bei vielpoligen Verbindungen unbedingt erforderlich ist.

### WICLIC-Steckverbinder

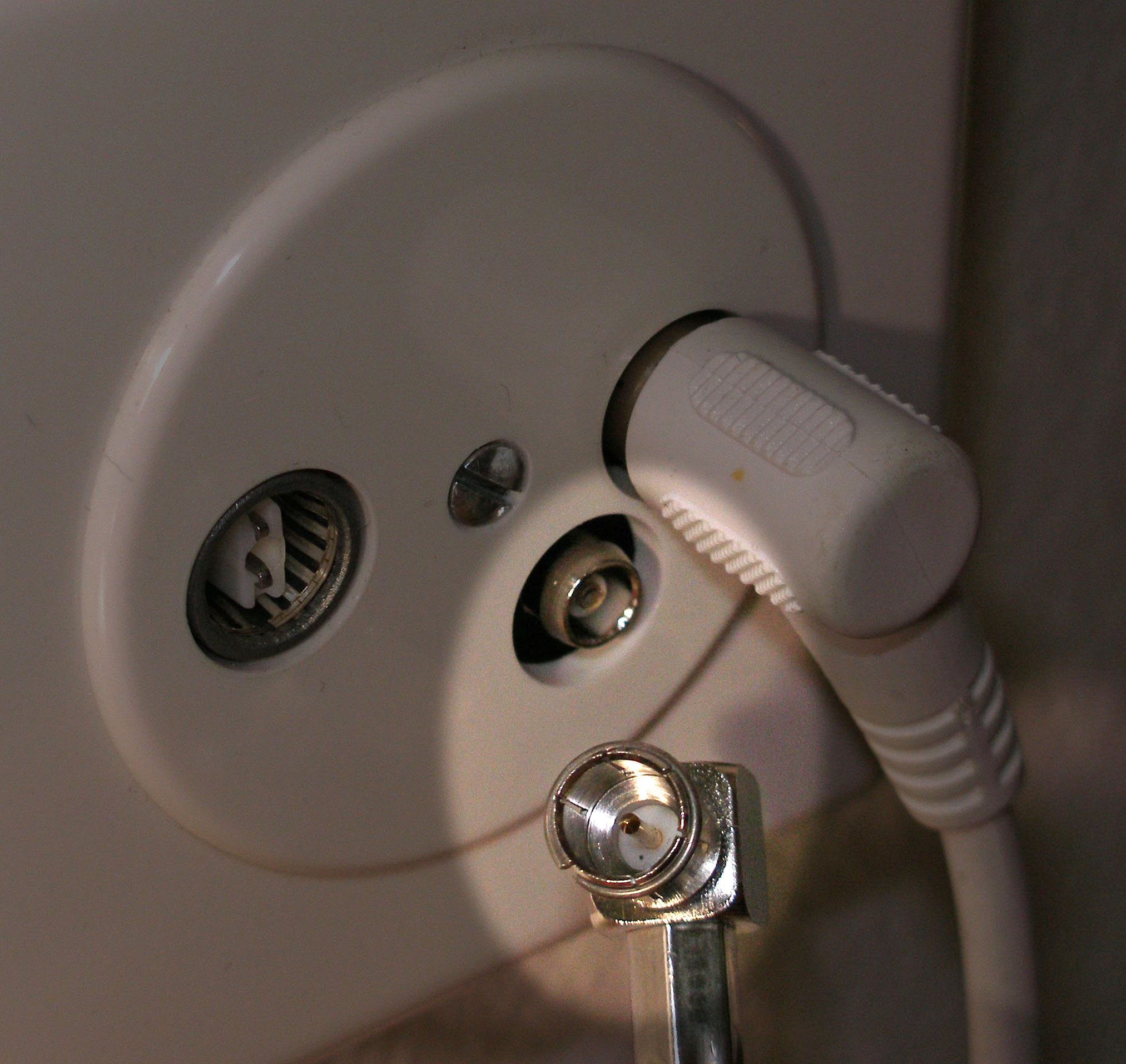
WICLIC-Dose und -Stecker

WICLIC-Steckverbinder stammen von der Firma Wilhelm Sihn Jr. GmbH & Co. KG (WISI).
Die Stecker werden unter anderem in Automobil-Telefoninstallationen (Antennenanschlüsse) sowie alternativ zum F-Steckverbinder für den Anschluss von Internet-Kabelmodems verwendet, wobei dort der Anschluss oft Breitband- oder Multimedia-Dose genannt wird. Die Kabelnetzbetreiber NetAachen, NetCologne und MDCC Magdeburg-City-Com verwenden WICLIC-Dosen und Stecker. Ebenso UPC Cablecom (jetzt Sunrise), einer der beiden großen Netzbetreiber in der Schweiz, liefert üblicherweise ein Kabel mit WICLIC-Stecker zu ihren Modems aus, da viele Haushalte eine solche Antennendose mit Kabelmodembuchse besitzen, um nicht die Anschlüsse für den TV zu blockieren. Bei neueren Installationen in der Schweiz findet man solche Antennendosen jedoch immer weniger, weil TV-Anschlüsse weniger wichtig werden und Internet auch immer häufiger über Glasfaseranschlüsse bis ins Haus erschlossen wird.

### QN, QLF und QMA
QN-Steckverbinder wurden von den Firmen Radiall und Huber+Suhner entwickelt. Sie basieren auf den Steckern der N-Serie, werden aber nur gesteckt statt geschraubt. Im gesteckten Zustand sind sie um 360° drehbar. Der Stecker ist bis 11 GHz geeignet und entspricht dem QLF-(C)-Standard (Quick Lock Formula). Sie werden unter anderem in Mobilfunk-Basisstationen (wie Nortel S18000) verwendet, weil sie wesentlich schneller montiert werden können. QMA-Steckverbinder sind die kleinere Variante des QN-Steckverbinders. Sie basieren auf der SMA-Schnittstelle und sind bis 18 GHz verwendbar.

### TS-9

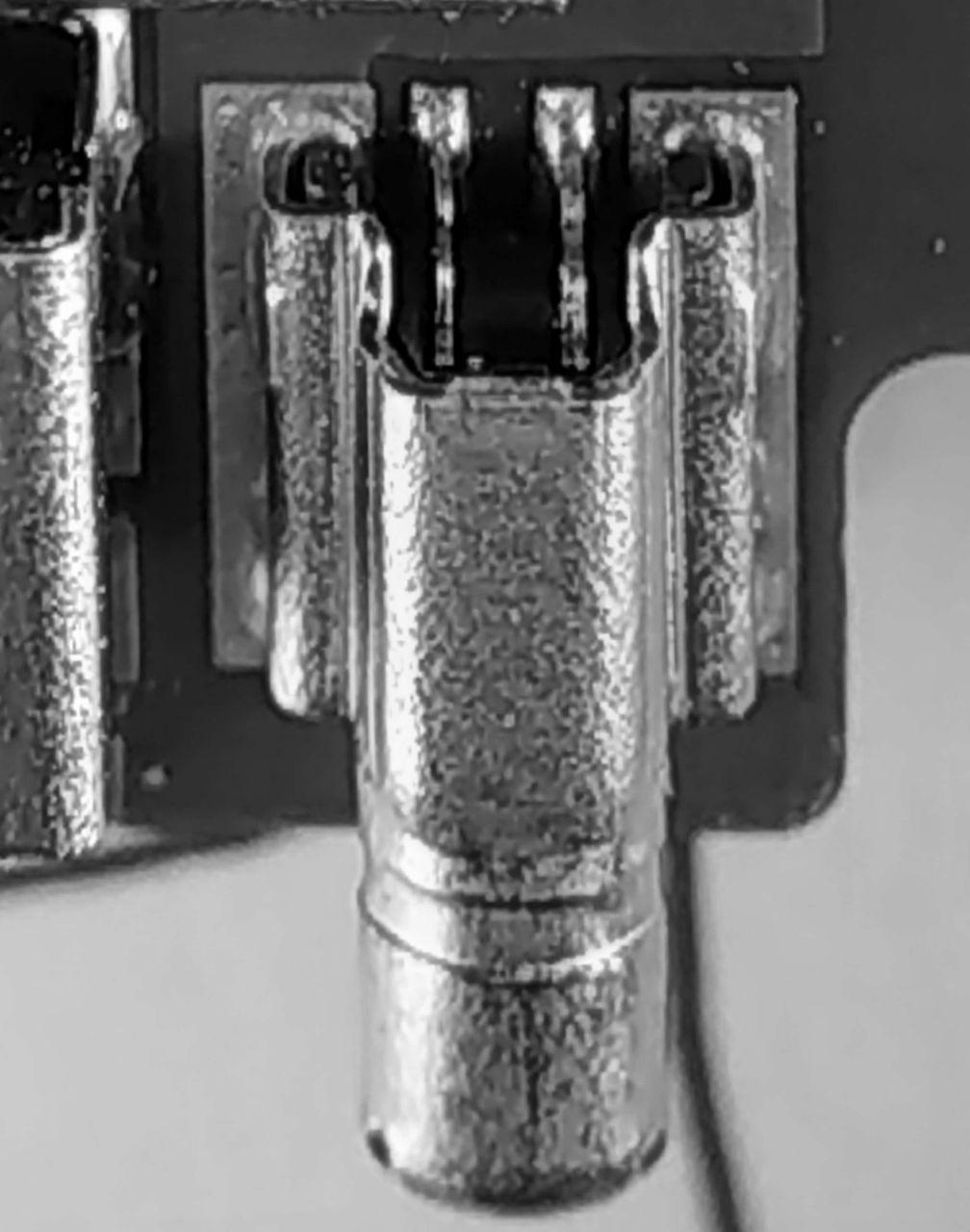
TS-9-Buchse von oben

TS-9-Steckverbinder wurden von der Firma SMK entwickelt und werden unter anderem bei UMTS-/ LTE-Sticks zum Anschluss externer Antennen verwendet. Beispielsweise setzen die Firmen ZTE, Novatel und Huawei diese in ihren UMTS-Sticks ein. Mit 2,0 mm (Stecker) oder 2,5 mm (Buchse) eignen sich die Stecker besonders für kleine Geräte ohne große mechanische Beanspruchung. Die Verbinder werden nur gesteckt. Sie eignen sich für einen Frequenzbereich von bis zu 3 GHz und eine Spannung von bis zu 100 V. Typischerweise weisen sie eine Wellenimpedanz von 50 Ω auf.
Die TS-9-Buchse eines handelsüblichen LTE-Sticks, siehe Foto, besitzt eine geschaltete Verbindung für den Innenleiter. Ist kein Stecker angeschlossen, dann sind die beiden sichtbaren Kontakte des Innenleiters in der Buchse verbunden. Die interne Antenne ist aktiv. Nach dem Anstecken eines TS-9-Steckers wird der interne Kontakt geöffnet und der rechte Kontakt von beiden mit dem Innenleiter des Steckers verbunden. Dadurch wird automatisch die interne Antenne deaktiviert.

### CRC-9
CRC-9-Steckverbinder sind nahezu identisch mit TS-9-Steckverbindern. Sie werden ebenso bei UMTS- und LTE-Sticks zum Anschluss der Antenne verwendet. Der Unterschied liegt darin, dass die CRC-9-Buchse einen Außendurchmesser von 2,1 mm hat, also etwas kleiner ist als die TS-9-Buchse

### Starthilfe-Steckverbinder nach STANAG 4074
Der Starthilfe-Steckverbinder nach STANAG 4074 ist eine Ergänzung zum Ladesteckverbinder nach Verteidigungsgeräte-Norm VG 96917 und wird NATO-weit an neuen Militärfahrzeugen verbaut. Mit entsprechenden Adaptern wird die Kompatibilität zu Fahrzeugen sichergestellt, die nur mit der bisherigen Ladesteckdose nach VG 96917 ausgerüstet sind. Die Fremdstartkabel nach STANAG 4074 sind beiderseits mit Koaxialsteckern versehen. Als Kabel werden dabei 2 Einzeladern verwendet, kein Koaxialkabel. Die Fahrzeuge haben entsprechende Einbaubuchsen. Die Verbindung kann bei 24 V Systemspannung mit 500 A Dauerstrom und 1000 A Spitze belastet werden. Damit kann mehr Starthilfeleistung zur Verfügung gestellt werden als es mit den bisherigen Ladesteckverbinder nach VG 96917 möglich war. Diese Verbindung ist limitiert auf ca. 170 A Dauer- und 300 A Spitzenstrom.

## Übersicht
Der Aufbau des gewählten Steckverbinders, insbesondere Qualität und Durchmesser des Koaxialrohres, bestimmt den nutzbaren Betriebsfrequenzbereich (Grenzfrequenz) für die Anwendung.
| Durchmesser | Bezeichnung | Grenzfrequenz |
| ----------- | ----------- | ------------- |
| 7 mm        | APC-7, N    | 18 GHz        |
| 3,5 mm      | (SMA)       | 34 GHz        |
| 2,92 mm     | K           | 40 GHz        |
| 2,4 mm      | –           | 50 GHz        |
| 1,85 mm     | V           | 67 GHz        |
| 1,0 mm      | W           | 110 GHz       |